# آبي روزنتال
آبي روزنتال (بالإنجليزية: Abe Rosenthal) (12 أكتوبر 1921 بليفربول في المملكة المتحدة - 1 فبراير 1986 بليفربول في المملكة المتحدة) هو لاعب كرة قدم بريطاني (وحمل سابقاً جنسية المملكة المتحدة لبريطانيا العظمى وأيرلندا) في مركز الهجوم. لعب مع برادفورد سيتي ونادي ترانمير روفرز لكرة القدم ونادي ليفربول.